# Thaiokért Párt
A Thaiokért Párt (thaiul: พรรคเพื่อไทย, RTGS:  Phak Phuea Thai) thaiföldi politikai párt, amit Thakszin Csinavat, Thaiföld 2001-2006 közötti miniszterelnöke alapított.

## Története
A pártot 2008-ban alapították meg, miután az akkori Néphatalmi Pártot a thaiföldi alkotmánybíróság feloszlatta. A Néphatalmi Párt számos egykori tagja azonnal átment az új pártba.
2008. decemberében a párt úgy döntött, hogy Abiszit Vecsacsiva demokratapárti politikus miniszterelnök-jelöltségét támogatják az az évi választáson, amit megnyert és 2011-ig Thaiföld miniszterelnöke lett. A választáson Abiszit Vecsacsivát ugyan felkérték kormányfőnek, ám ezt követően a Thiaokért Párt felszólította a többi pártot hogy közösen alakítsanak egy nemzeti egységkormányt, amibe még a populista, Szanoh Tientong vezette Királyi Néppárt is csatlakozott.

## Választási eredmények
| Választási év | Elnyert mandátumok | Szavazatok száma | Szavazatok (%)  | Eredmény                                  | Listavezető         |
| ------------- | ------------------ | ---------------- | --------------- | ----------------------------------------- | ------------------- |
| 2011          | 265 / 500          | 15,744,190       | 48.41%          | Kormánykoalíció (PTP-CP-CPPPP-PCP-MP-NDP) | Jingluk Sinavatra   |
| 2014          | Érvénytelenítve    | Érvénytelenítve  | Érvénytelenítve | Alkotmányellenes, érvénytelenítve         | Jingluk Sinavatra   |
| 2019          | 136 / 500          | 7,920,630        | 22.29%          | Ellenzék                                  | Szudarat Kejuraphan |